# Ісла-Крістіна
Ісла-Крістіна (ісп. Isla Cristina) — муніципалітет в Іспанії, у складі автономної спільноти Андалусія, у провінції Уельва. Населення — 21 719 осіб (2010).
Муніципалітет розташований на відстані близько 480 км на південний захід від Мадрида, 33 км на захід від Уельви.
На території муніципалітету розташовані такі населені пункти: (дані про населення за 2010 рік)
- Ісла-Крістіна: 19103 особи
- Плая-дель-Ойо: 10 осіб
- Посо-дель-Каміно: 228 осіб
- Ла-Редондела: 1546 осіб
- Лас-Колінас: 64 особи
- Іслантілья: 528 осіб
- Монтеррейна: 9 осіб
- Лас-Пальмерітас: 53 особи
- Урбасур: 178 осіб

## Демографія
Динаміка населення (INE ):

## Галерея зображень

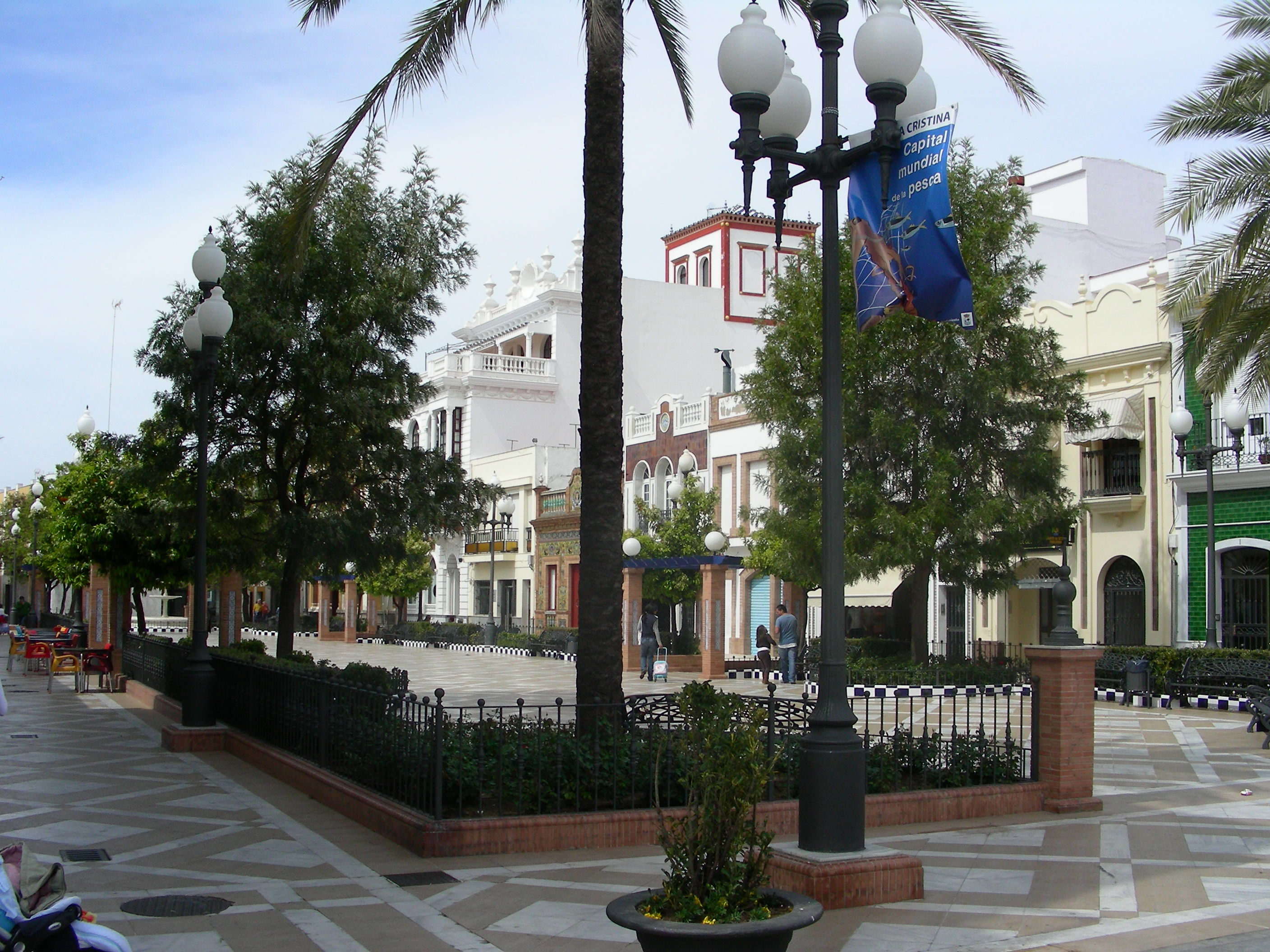
Пласа-де-лас-Флорес
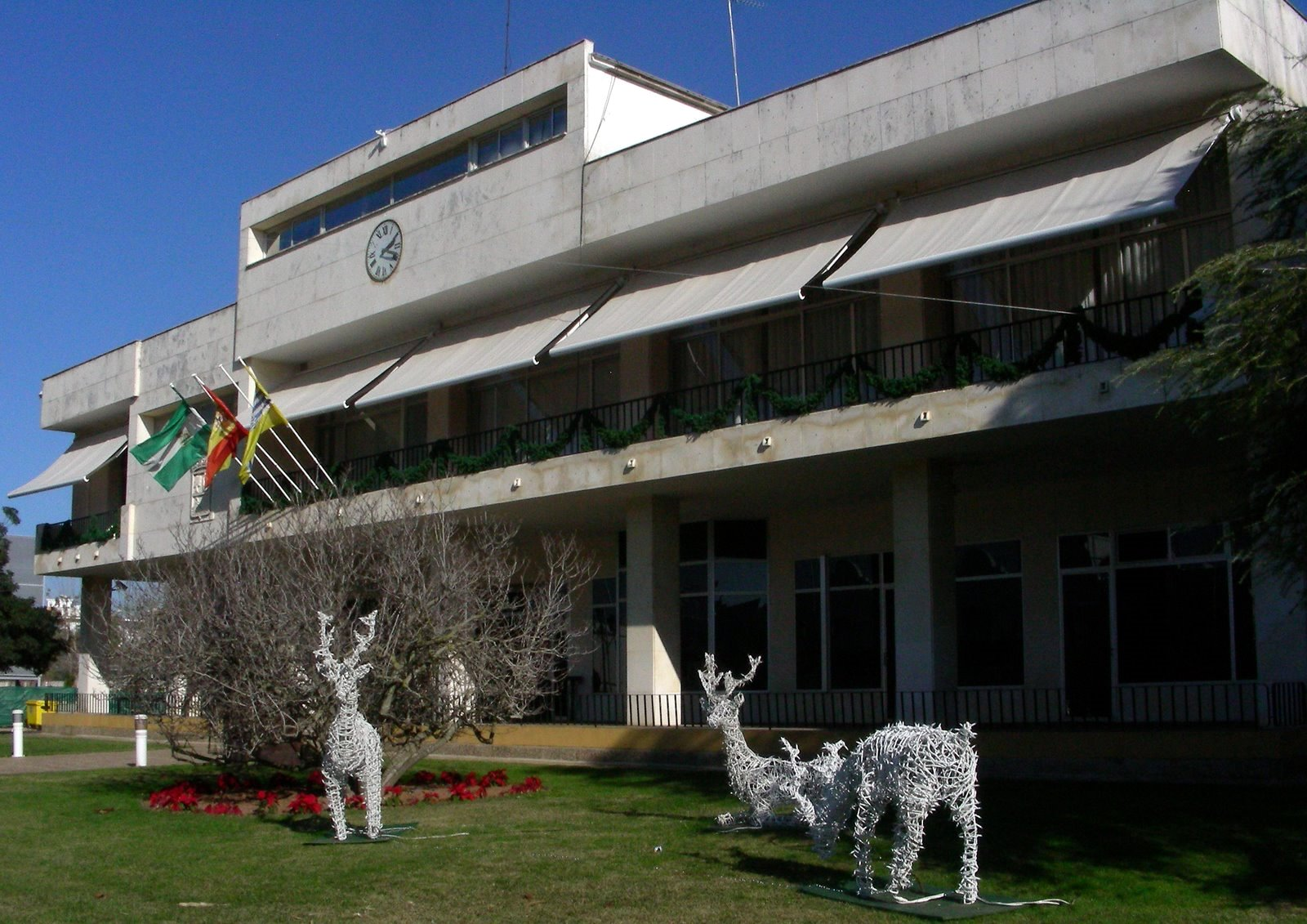
Муніципальна рада